# Zschaitz-Ottewig
Zschaitz-Ottewig là một đô thị trong huyện Mittelsachsen, in bang tự do Sachsen, nước Đức. Đô thị Zschaitz-Ottewig có diện tích 18,22 km², dân số thời điểm ngày 31 tháng 12 năm 2005 là 1455 người.